# Folsomides marchicus
Folsomides marchicus is een springstaartensoort uit de familie van de Isotomidae. De wetenschappelijke naam van de soort is voor het eerst geldig gepubliceerd in 1941 door Frenzel.